# Phrynus hoffmannae
Phrynus hoffmannae är en spindeldjursart som beskrevs av Armas och Gadar 2004. Phrynus hoffmannae ingår i släktet Phrynus och familjen Phrynidae. Inga underarter finns listade i Catalogue of Life.